# 49702 Койкеда
49702 Койкеда (49702 Koikeda) — астероїд головного поясу, відкритий 4 листопада 1999 року.
Тіссеранів параметр щодо Юпітера — 3,554.